# Nankai-Graben

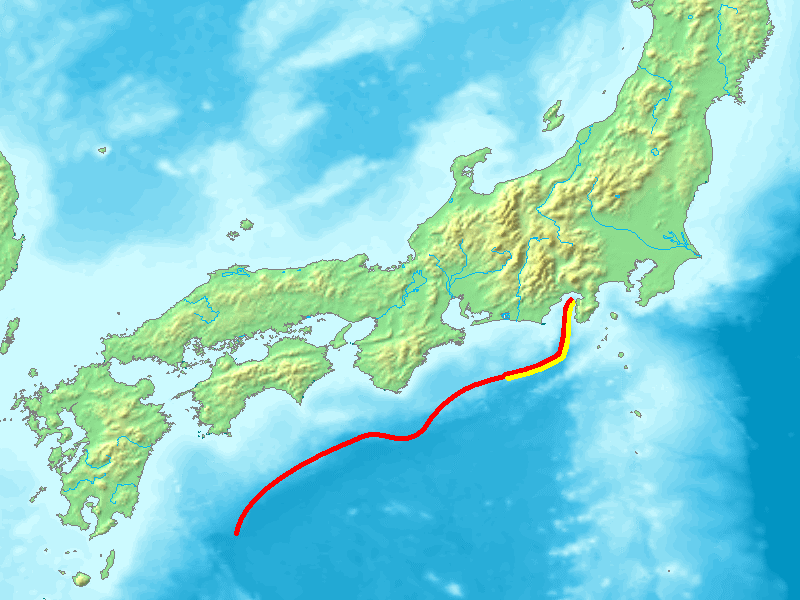
Die rote Linie zeigt den Nankai-Graben und die gelbe Linie den Suruga-Graben

Der Nankai-Graben (japanisch 南海トラフ Nankai Torafu, englisch Nankai Trough oder 南海舟状海盆 Nankai shūjō kaibon, deutsch ‚Nankai-Tiefseegraben‘) ist ein Graben der Nankaidō-Region der japanischen Insel Honshū, der sich etwa 900 km vor der Küste erstreckt. Die zugrunde liegende Verwerfung, der Nankai Megathrust, ist die Quelle der verheerenden Nankai-Megathrust-Erdbeben, während der Graben selbst potenziell eine Hauptquelle für Kohlenwasserstoffbrennstoff in Form von Methanhydrat ist.
In der Plattentektonik markiert der Nankai-Graben eine Subduktionszone, die durch die Subduktion der philippinischen Platte unter Japan, einem Teil der eurasischen Platte, verursacht wird. Diese Plattengrenze wäre ohne den hohen Sedimentfluss, der den Graben füllt, ein ozeanischer Graben. Innerhalb des Nankai-Grabens gibt es eine große Menge deformierter Grabensedimente, die eines der besten Beispiele für Akkretionskeile der Erde sind. Darüber hinaus haben seismische Reflexionsstudien das Vorhandensein von Grundgebirgen gezeigt, die als von Sedimenten bedeckte Seeberge interpretiert werden. Der nördliche Teil ist als Suruga-Graben bekannt, während sich im Osten der Sagami-Graben befindet. Der Nankai-Graben verläuft ungefähr parallel zur Japan Median Tectonic Line.